# Vitreorana
Vitreorana es un género de anfibios anuros de la familia de las ranas de cristal (Centrolenidae).
Se distribuyen por el oeste de la región amazónica, Venezuela y escudo guayanés y en los bosques de la mata atlántica y el cerrado del noreste de Argentina y el sureste de Brasil.

## Especies
Se reconocen 10 especies según ASW:
- Vitreorana antisthenesi (Goin, 1963)
- Vitreorana assuh Zucchetti, Rojas-Padilla, Dias, Solé, Orrico & Castroviejo-Fisher, 2023[2]
- Vitreorana baliomma Pontes, Caramaschi & Pombal, 2014
- Vitreorana castroviejoi (Ayarzagüena & Señaris, 1997)
- Vitreorana eurygnatha (Lutz, 1925)
- Vitreorana franciscana[3] Santana, Barros, Pontes & Feio, 2015
- Vitreorana gorzulae (Ayarzagüena, 1992)
- Vitreorana helenae (Ayarzagüena, 1992)
- Vitreorana parvula (Boulenger, 1895)
- Vitreorana ritae (Lutz, 1952)
- Vitreorana uranoscopa (Müller, 1924)